# Dahliaphyllum almedae
Dahliaphyllum almedae là một loài thực vật có hoa trong họ Hoa tán. Loài này được Constance & Breedlove mô tả khoa học đầu tiên năm 1994.